# Ăn ảnh
Ăn ảnh, hay Chơi ảnh, Đánh ảnh, Bắn ảnh, Đập ảnh (phương ngữ miền Bắc)  hay Dích hình, Hất hình (phương ngữ miền nam) là một trò chơi dân gian Việt Nam, ra đời từ đầu thập niên 60 tại miền Nam và thập niên 90 tại miền Bắc - thế kỷ 20.

## Dụng cụ
Những bức hình nhân vật phim ảnh, giải trí, thể thao... được trẻ em yêu thích, thường được làm bằng bìa cứng.

## Luật chơi
Có rất nhiều hình thức như: trao đổi, thông qua các trò chơi khác để thu giữ chiến lợi phẩm (các tấm hình) của đối phương đã giao kèo... nhưng nhiều nhất là áp dụng luật chơi bi, nhưng thế vào những hòn bi là các tấm hình hoặc bộ bài đã hàn keo.

### Ảnh ăn ảnh

#### Đập ảnh
Hai người đặt tấm hình vào lòng bàn tay, đập hai lòng bàn tay vào nhau và để hai tấm hình rơi xuống đất. Người nào có hình ngửa lên trên thì thắng, người nào có hình úp xuống dưới thì thua, nếu kết quả giống nhau thì hòa.

#### Bắn ảnh
Hai người chuẩn bị hình trên một bề mặt nhẵn (có thể gấp một đoạn ngắn ở đầu). Chơi theo lượt. Mục đích là làm tấm hình của mình đè lên trên tấm hình của đối phương. Được sử dụng các biện pháp gián tiếp như búng, tung, hất, gẩy, thổi,... tuy nhiên không được trực tiếp cầm hình của mình đặt lên trên hình của đối phương.

## Biến thể

### Vua trò chơi
Các lá bài ma thuật mô phỏng bộ truyện tranh Vua trò chơi, có quy tắc, luật lệ rõ ràng.